# Nancy Allen (Musikerin)
Nancy Allen (* 1954 in Carmel, New York) ist eine US-amerikanische Harfenistin.

## Leben
Allen studierte zunächst in New York bei Pearl Chertok. Im Sommer 1972 ging sie nach Paris, um Unterricht bei Lily Laskine zu nehmen. Später im Jahr ging sie zurück nach New York und studierte an der Juilliard School of Music bei Marcel Grandjany. 1973 gewann sie den 1. Preis beim internationalen Harfenwettbewerb in Israel. Nancy Allen hat viele Konzerte gegeben und Aufnahmen gemacht. Ihre Aufnahme von Maurice Ravels Introduktion und Allegro erhielt eine Grammy-Nominierung. Seit 1999 ist sie die Harfenistin des New York Philharmonic Orchestra, außerdem unterrichtet sie an der Juilliard School of Music, der Yale School of Music, und beim Aspen Music Festival. Heute lebt sie mit ihrer Tochter in New York.
A major artist, with virtuosity all the more impressive for being incidental to the projection of expressive values. - New York Times